# Dith Pran
Dith Pran, né à Siem Reap le 27 septembre 1942 et mort à New Brunswick (New Jersey) le 30 mars 2008, est un photojournaliste cambodgien rescapé du génocide perpétré par les Khmers rouges, dont l'histoire est la source d'inspiration du film La Déchirure.

## Biographie
En 1975, Dith Pran et Sydney Schanberg, journaliste au New York Times, décident de rester au Cambodge pour témoigner de la prise de Phnom Penh par les Khmers rouges. Contrairement aux journalistes étrangers, il n'est ensuite pas autorisé à quitter le pays et doit subir quatre années d'internement en camp de travail tandis que ses trois frères sont tués.
En 1979, il parvient à s'échapper en Thaïlande puis gagne les États-Unis où, à partir de 1980, il travaille au New York Times comme photojournaliste.
Pran meurt en 2008 d'un cancer du pancréas diagnostiqué trois mois plus tôt,.
Dith Pran, outre sa langue maternelle le khmer, s'exprime en anglais et français.